# Disputa entre a TV Globo e a TV Gazeta de Alagoas
Esta é uma cronologia de acontecimentos que resultaram na disputa pela manutenção da afiliação entre a TV Gazeta de Alagoas e a TV Globo, iniciada em 4 de outubro de 2023.

## Contexto
Após o Supremo Tribunal Federal (STF) decidir pela condenação do ex-senador Fernando Collor (à época, do PRD) por oito anos e dez meses de prisão por corrupção passiva e lavagem de dinheiro, vieram à tona irregularidades praticadas por ele utilizando a TV Gazeta. As contas da estação eram utilizadas para receber propina, paga em contrapartidas a contratos celebrados pela UTC Engenharia com a BR Distribuidora. A condenação ainda revelou que a recuperação judicial da TV Gazeta e da OAM foi causada por simulações de empréstimos a Collor, feitas com o objetivo de justificar os valores recebidos.
Por conta dos escândalos, no dia 4 de outubro de 2023, a TV Globo comunicou à direção da TV Gazeta a decisão de não renovar o contrato, com prazo de validade para o dia 31 de dezembro, e que a estação passaria a ser transmitida por uma emissora pertencente ao Grupo Nordeste de Comunicação, proprietário da TV Asa Branca. Em 8 de novembro, a TV Gazeta iniciou uma disputa judicial pela renovação da afiliação com a Globo, sob alegação do processo de recuperação judicial, iniciado em 2019, atitude esta que foi vista pela emissora carioca como um ato covarde.

## Cronologia

### 2023
No dia 29 de novembro o Ministério Público de Alagoas (MP-AL) acatou uma liminar favorável para o canal alagoano e decidiu pela obrigatoriedade da renovação da afiliação da TV Globo com a TV Gazeta por pelo menos três anos. Tal decisão não era definitiva, já que dependia da justiça para oferecer um parecer definitivo. No entanto, a emissora da Organização Arnon de Mello exigiu uma renovação de quatro anos, já que pela liminar, o novo contrato iria até 2027.
No dia 2 de dezembro surgiram alegações sobre a possível omissão do nome da Braskem nas reportagens da TV Gazeta, além de críticas sobre a abordagem discreta do tema por parte da emissora. Durante a tentativa da TV Globo de produzir uma matéria para o Jornal Nacional a respeito do afundamento do solo de Maceió, enfrentaram-se dificuldades de comunicação com a TV Gazeta. Posteriormente, após intervenção da direção de jornalismo, a TV Gazeta providenciou a matéria para o telejornal. No dia 5 de dezembro, a TV Gazeta teve a sua primeira vitória na justiça, com a justiça alagoana determinando a renovação da parceria com a emissora carioca por mais cinco anos e que a não renovação imediata do contrato poderia resultar em mais de 200 demissões na OAM, acarretando um impacto significativo na economia local.
Em 31 de dezembro entra no ar após uma fase de testes a TV Elo, atual Canal Futura Alagoas, emissora esta que poderia abrigar a TV Globo, retransmitindo de maneira temporária o Canal Futura. O Grupo Globo optou por ceder o seu canal educativo na frequência 28.1 para evitar que duas emissoras transmitissem a programação do canal carioca. A TV Globo virou o ano de 2024 ainda como afiliada à TV Gazeta.

### 2024
Em 3 de janeiro a TV Globo obteve uma vitória na Justiça de Alagoas, derrubando a liminar que obrigava a renovação até 2028. Na decisão, o desembargador Paulo Zacarias afirmou que "nenhuma empresa pode ser obrigada a ter negócio com outra que não deseja". Com isso, a retransmissão da programação pela TV Gazeta ficou garantida apenas até o julgamento pleno do mérito no Plenário da 3.ª Câmara do Tribunal de Justiça de Alagoas, que deveria acontecer a partir de 22 de janeiro.
Em 6 de fevereiro a Folha de S. Paulo, em um acesso ao relatório enviado pela TV Globo à justiça alagoana, divulgou que a rede acusava a TV Gazeta de assédio moral contra os próprios funcionários, citando algumas condenações da estação local em processos movidos por antigos colaboradores, além de superfaturamento de salários, com um dos executivos de alto escalão recebendo 67 mil reais, ficando acima dos valores pagos pelo mercado brasileiro e da situação financeira da OAM, alegada no processo movido ao MP-AL pela TV Gazeta para manter a afiliação da TV Globo até 2028. Além disso, as condenações pelo STF foram destacadas no documento.
Em março, o MP-AL decidiu reverter a sua decisão inicial a favor da TV Globo para encerrar a afiliação com a TV Gazeta, restando apenas um voto pelo fim da afiliação, a questão agora aguardava a decisão do 3.º Tribunal de Justiça de Alagoas. O julgamento, originalmente marcado para 10 de abril, foi adiado duas vezes devido a problemas entre os desembargadores. Em 6 de junho, o TJ-AL decidiu manter a liminar que obrigava a renovação do contrato entre a TV Globo e a TV Gazeta por dois votos a um, com a estação alagoana tendo mais uma vitória na justiça. A Globo ainda poderia levar o caso ao Superior Tribunal de Justiça (STJ).
Em 4 de setembro a TV Globo entrou com um recurso na Justiça de Alagoas solicitando o encerramento da parceria com a TV Gazeta antes das eleições municipais. A emissora argumenta que a TV Gazeta, controlada por Collor, poderia beneficiar politicamente seus aliados durante o período eleitoral. A TV Globo sugeriu que a TV Asa Branca, com a qual já possui contrato, assuma a concessão no estado. Em novembro, surgiram as primeiras notícias que a Gazeta avaliava novas parcerias em caso de uma eventual derrota para a Globo no STJ, estando entre elas a RedeTV! e a TV A Crítica. A TV Gazeta encerrou o ano de 2024 ainda sendo afiliada à TV Globo.

### 2025
Durante o início do ano, surgiram especulações de que a TV Globo poderia manter a afiliação com a TV Gazeta, desde que Fernando Collor fosse retirado da direção das Organizações Arnon de Mello, porém nem a emissora carioca e nem a emissora alagoana confirmaram a informação.
Em 24 de março o STJ decidiu o recurso a favor da TV Globo, anulando a ação que determinava a afiliação com a TV Gazeta até 2028. Ficou também estabelecido um prazo de sessenta dias para que a estação fechasse uma nova afiliação para substituir a rede, assim como a Globo em relação a afiliação, já fechada, com a TV Asa Branca.
No dia 25 de abril, com a prisão de Fernando Collor de Mello, proprietário da emissora, a TV Gazeta optou por ignorar o assunto em sua programação local, exibindo matérias aleatórias, enquanto o assunto era repercutido nacionalmente. O canal falou sobre uma operação da Polícia Federal na Câmara Municipal de Maceió, mas sem citar a prisão de Collor. Além disso, o canal havia enviado o repórter Amorim Neto para gravar entradas ao vivo na porta da emissora, mas a Globo não usou as reportagens gravadas. A prisão do ex-senador alagoano acabou sendo levada ao ar pelo canal através dos telejornais da TV Globo. Em 28 de abril é divulgado que Fernando Collor teria desviado R$ 6 milhões dos cofres da emissora para gastos pessoais, sem a autorização do plano judicial de recuperação do canal, segundo um dossiê aberto por um advogado que representa os ex-funcionários da estação.
No dia 6 de maio o TJ-AL negou mais um pedido da Globo para que a emissora seja liberada a rescindir o contrato com a TV Gazeta. Apesar de protocolar a solicitação extraordinária, o tribunal local entendeu que o canal carioca não trouxe argumentos novos para pedir tal decisão, além de interpretar como inconstitucional.
Passados os sessenta dias do prazo do STJ, a TV Gazeta continuou como afiliada da Globo e em 6 de junho, o Ministério Público Federal emitiu uma decisão favorável ao canal alagoano solicitando ao STJ que não acatasse a decisão da Globo, sob alegação de perda de empregos, e que o novo prazo de duração do contrato entre as duas estações de televisão seja até 2030. Um julgamento final foi marcado para o dia 19 de agosto pelo próprio STJ. Em um placar apertado de 3 a 2, o STJ decidiu que a TV Globo seja obrigada a renovar o contrato com a TV Gazeta num prazo de três anos, visando evitar uma falência do canal. A decisão não cabe recurso e encerraria a disputa iniciada em 2023.